# الک هورن (آیووا)
الک هورن (به انگلیسی: Elk Horn) شهری در ایالت آیووا کشور ایالات متحده آمریکا است که جمعیت آن در سرشماری سال ۲۰۱۰ میلادی، ۶۶۲ نفر بوده‌است.